# S.O.S. în Cosmos
S.O.S. în Cosmos (în rusă Небо зовёт, transliterat: Nebo zoviot, lit. Cerul ne cheamă) este un film științifico-fantastic sovietic, regizat de Aleksandr Kozîr și Mihail Kariukov și produs de Studioul A. Dovjenko în 1959.
A avut premiera la 12 septembrie 1959.

## Distribuție
- Ivan Pereverzev — omul de știință Evgheni Kornev
- Aleksandr Șvorin — inginerul Andrei Gordienko
- Konstantin Bartașevici — astronautul Robert Clark
- Gurgen Tonunț — astronautul Erwin Verst
- Valentin Cerneak — cosmonautul Grigori Somov
- Viktor Dobrovolski — Vasili Demcenko, șeful stației spațiale
- Aleksandra „Alla” Popova — Vera Korneva
- Taisia Litvinenko — doctorița Lena
- Larisa Borisenko — studenta Olga
- Leo Lobov — cameramanul de cinema Sașko
- Serghei Filimonov — scriitorul Troian
- Maria Samoilov — mama lui Clark
- Mihail Belousov — (nemenționat)

## Lansare
A fost lansat în anul 1959 și a avut parte de un mare succes comercial, fiind vizionat de 20,0 milioane de spectatori în cinematografele din Uniunea Sovietică.